# Versailles
Versailles je jugozahodno predmestje Pariza in občina v osrednji francoski regiji Île-de-France, prefektura departmaja Yvelines. Leta 1999 je naselje imelo 85.726 prebivalcev. Versailles je svetovno znan po palači Château de Versailles in njenih vrtovih.

## Geografija
Kraj leži na planoti 17 km jugozahodno od središča Pariza, obdan z gozdnimi vzpetinami.

## Administracija
Versailles je sedež treh kantonov:
- Kanton Versailles-Jug (del občine Versailles, občine Jouy-en-Josas, Buc, Châteaufort, Les Loges-en-Josas, Toussus-le-Noble: 42.237 prebivalcev),
- Kanton Versailles-Sever (del občine Versailles: 32.177 prebivalcev),
- Kanton Versailles-Severozahod (del občine Versailles: 28.585 prebivalcev).

Naselje je prav tako sedež okrožja, v katerega so poleg njegovih vključeni še kantoni Chesnay, Montigny-le-Bretonneux, Plaisir, Saint-Cyr-l'École, Trappes, Vélizy-Villacoublay in Viroflay s 347.496 prebivalci.

## Zgodovina
Ime Versailles se prvič pojavi v srednjeveškem dokumentu leta 1038. V francoskem fevdalnem sistemu je bila versajska gospoda  neposredno podrejena kralju, kljub temu pa ni bila posebno pomembna. Konec 11. stoletja je vas obkrožala srednjeveški grad in cerkev Saint-Julien. Kmečka dejavnost, predvsem pa položaj na cesti od Pariza do Dreuxa in Normandije, sta ji prinesla blagostanje, z vrhom konec 13. stoletja, tim. stoletja sv. Ludvika. V 14. stoletju sta vas prizadeli črna kuga in stoletna vojna; ob koncu slednje je vas štela komaj 100 prebivalcev.
Leta 1561 je Martial de Loménie, finančni minister pod kraljem Karlom IX. postal lord Versaillesa in z dovoljenjem vzpostavil v njem štiri letne sejme, vsak četrtek pa se je v Versaillu odvijal tržni dan. De Loménie je bil umorjen na šentjernejsko noč 24. avgusta 1572. Njegovo posestvo je leta 1575 zakupil italijanski plemič Albert de Gondi, ki je prišel iz Firenc skupaj s Katarino de' Medici, bodočo kraljico, ter postal vpliven v francoskem parlamentu. V drugem desetletju 17. stoletja je Gondi večkrat organiziral lovske pohode v bližnje gozdove, na katere je bil povabljen tudi kralj Ludvik XIII. Slednji je leta 1622 postal lastnik manjšega dela gozda za  privatno lovišče, dve leti kasneje pa še zemljišča, na katerem si je dal zgraditi manjši lovski dvorec. Leta 1632 je kralj prevzel celotno Gondijevo posestvo, dvorec pa povečal. Njegov naslednik Ludvik XIV. je leta 1661 ob začetku njegove vladavine naročil preoblikovanje dvorca v danes znamenito Versajsko palačo z ogromnim parkom. Po sporazumu v Nijmegnu 1678 se je Ludvik XIV. odločil preseliti celotno oblast iz Pariza v Versailles, kar se je zgodilo 6. maja 1682.
Versailles je bil neuradno glavno mesto francoskega kraljestva od maja 1682 do septembra 1715 (smrt kralja Ludvika XIV. in vrnitev v Pariz pod regentom Filipom II. vojvodom Orléanskim) in nato znova od junija 1722 do oktobra 1789. V tem času se je mesto občutno spremenilo. Pod Ludvikom XV. so bile zgrajene stavbe vojaškega ministrstva, ministrstva za pomorstvo in ministrstva za zunanje zadeve; v slednji je bil podpisan mirovni sporazum med Angleži in Američani, s katerim se je končala ameriška vojna za neodvisnost (1783). V vsem tem času je Pariz sicer ostal uradno glavno mesto Francije, uradna kraljeva palača pa Louvre, vendar so bile v praksi vse vladajoče poteze vodene iz Versajske palače.
Kot sedež politične moči je Versailles postal zibelka francoske revolucije. 5. maja 1789 je v njem potekalo srečanje zakonodajnih teles, 20. junija so predstavniki buržoazije zaprisegli na teniškem igrišču, 4. avgusta pa je Državni konstitutivni zbor ukinil fevdalizem. Nazadnje je množica ljudi napadla palačo in prisilila kraljevo družino k umiku v Pariz. Palača je bila v tem času zapuščena, v letu 1837 pa jo je kralj Ludvik Filip rešil in jo preoblikoval v Narodni muzej, posvečen "vsej francoski slavi". Sam Versailles je postal prefektura novonastalega departmaja Seine-et-Oise.
V času francosko-pruske vojne je palača znova postala središče pozornosti, ko so zmagoviti Nemci 18. januarja 1871 v njej razglasili pruskega kralja Viljema I. za nemškega cesarja. Marca istega leta se je francoska vlada pod Thiersom vsled Pariške komune iz Pariza umaknila v Versailles, od koder je z vojaškim posredovanjem zadušila upor. Kljub temu je vlada ostala še naprej v Versaillesu, nekaj časa pa je razmišljala celo o dokončni preselitvi glavnega mesta v Versailles, v izogib nadaljnjemu revolucionarnemu razpoloženju Parižanov; le-to je bilo skoraj realizirano ob restavraciji monarhije v letu 1873. Nazadnje, ob zmagi levičarskih republikancev novembra 1879, je bil sedež vlade ponovno prestavljen v Pariz. Od takrat dalje Vesailles nikoli več ni bil uporabljen za glavno mesto Francije.
Versailles je šele leta 1901 prišel do števila prebivalstva, ki ga je imel pred francosko revolucijo, ko je drastično upadlo. V središču pozornosti je bil zopet ob koncu prve svetovne vojne, ko so bila v njem (Grand Trianon) pogajanja, na koncu pa podpisani različni mirovni sporazumi. Ob razraščanju pariških predmestij je tudi Versailles bil združen s Parizom, ob tem pa je njegovo število prebivalstva in gospodarska moč znantno naraslo in ga spremenilo v veliko predmestje Pariza. Njegova vloga administrativnega in pravnega središča se je povečala sredi 20. stoletja, ko je postal osrednji center zahodnih pariških predmestij. Septembra 1968 je ob razpadu departmaja Seine-et-Oise postal sedež prefekture novega departmaja Yvelines, v katerega je bila vključena večina ozemlja predhodnjega departmaja.
Versailles je sedež škofije, ustanovljene leta 1790.

## Znamenitosti
- Versajska palača (Château de Versailles)
  - Veliki Trianon (le Grand Trianon),
  - Mali Trianon (Petit Trianon),
  - Hameau de la Reine,
- Notredamska cerkev,
- Katedrala Sv. Ludvika

## Izobraževanje
- Univerza Versailles

## Pobratena mesta
- Canberra (Avstralija),
- Nara (Japonska),
- Puškin (Rusija),
- Taipei (Tajvan).